# Sadd-e Makhzanī-ye Shāh Qāsem
Sadd-e Makhzanī-ye Shāh Qāsem (persiska: سدّ مخزنی شاه قاسم) är en dammbyggnad i Iran.   Den ligger i provinsen Kohgiluyeh och Buyer Ahmad, i den centrala delen av landet, 600 km söder om huvudstaden Teheran. Sadd-e Makhzanī-ye Shāh Qāsem ligger 1 884 meter över havet.
Terrängen runt Sadd-e Makhzanī-ye Shāh Qāsem är kuperad.Runt Sadd-e Makhzanī-ye Shāh Qāsem är det ganska glesbefolkat, med 28 invånare per kvadratkilometer. Närmaste större samhälle är Yasuj, 10,3 km norr om Sadd-e Makhzanī-ye Shāh Qāsem. Omgivningarna runt Sadd-e Makhzanī-ye Shāh Qāsem är i huvudsak ett öppet busklandskap.